# 国営ひたち海浜公園
国営ひたち海浜公園（こくえいひたちかいひんこうえん、英: Hitachi Seaside Park）は、茨城県ひたちなか市にある日本の国営公園。国土交通省関東地方整備局国営常陸海浜公園事務所が管理する施設である。

## 概要

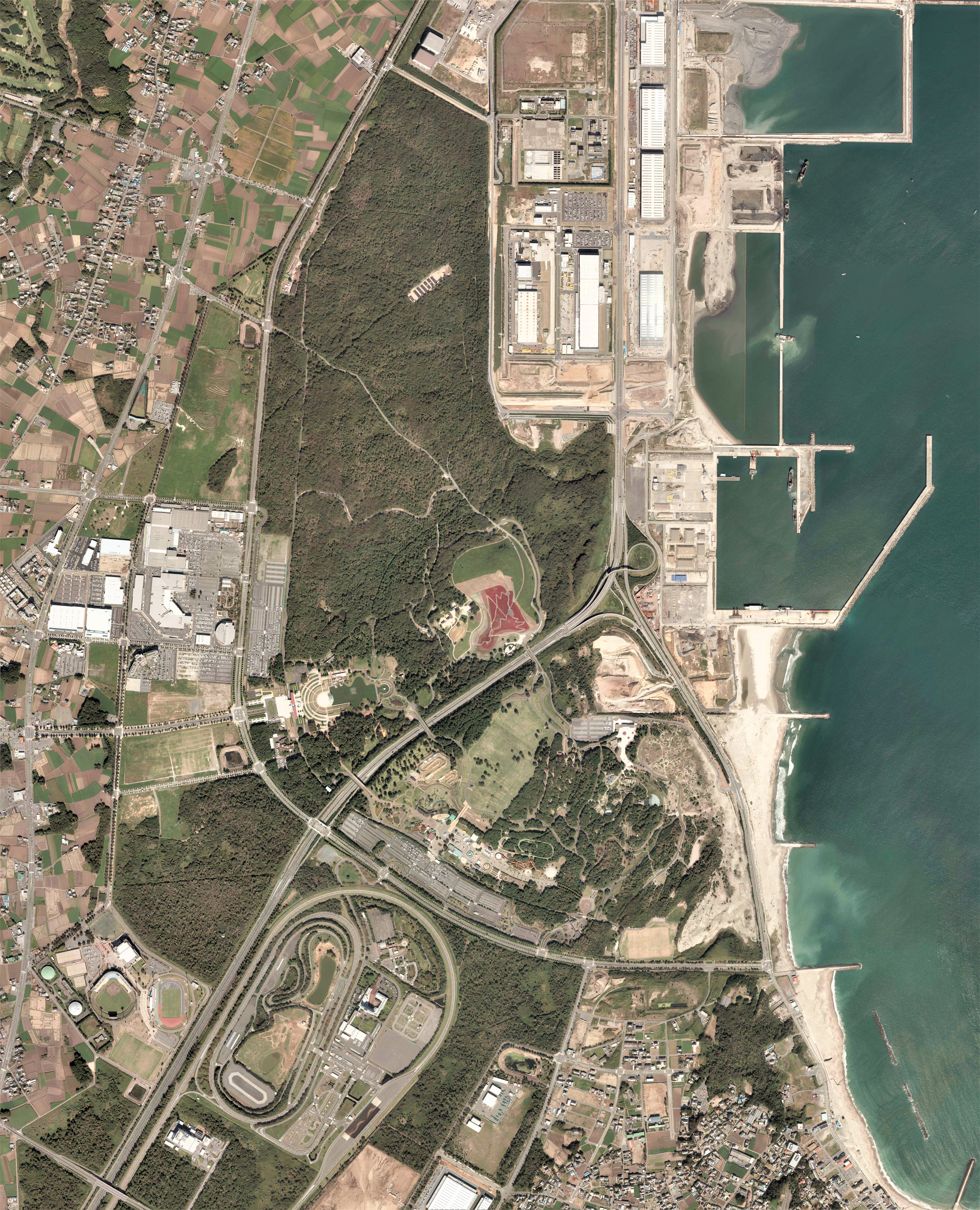
ひたち海浜公園周辺の空中写真。。
2012年10月撮影の12枚を合成作成。

この地域は、1938年（昭和13年）に水戸陸軍飛行学校、大日本帝国陸軍水戸飛行場（前渡飛行場）が建設され、第二次世界大戦後の1946年（昭和21年）6月には、アメリカ軍水戸射爆撃場 として利用されていた。その広大な跡地は、1973年（昭和48年）3月15日に日本国政府に返還され「首都圏整備計画」の一環として整備されたものである。
1979年（昭和54年）に事業着手、1984年（昭和59年）に造成工事が開始され、1991年（平成3年）に約70haが開業した。その後、何度も拡張を繰り返し、今に至る。
公園の総面積は350haに及んでいる。この面積は東京ディズニーランドの7倍程度の面積にあたるが、実際に公園として利用されているのは215.2ha（供用面積）で、全体の約61%に留まっている（2024年4月現在）。
茨城県内における花の名所の1つでもあり、4月頃のスイセン・チューリップ、5月頃のネモフィラ、10月頃のコキア（ホウキグサ）などの時期には、キャンペーンイベントも行われる。

## 沿革
- 1979年（昭和54年） - 事業着手[9]
- 1984年（昭和59年）8月9日 - 都市公園を設置する区域が決定（建設省告示1203号）[9]
- 1984年（昭和59年）11月26日 - 工事着手　起工式[9]
- 1991年（平成3年）10月5日 - 第一期開園（70 ha）[9]
- 1995年（平成7年）3月16日 - たまごの森他 追加供用（6 ha）[9]
- 1996年（平成8年）4月1日 - ひたちなか自然の森他 追加供用（12.1 ha）[9]
- 1997年（平成9年）4月1日 - 林間広場、記念の森庭園 追加供用（4.4 ha）[9]
- 1998年（平成10年）7月26日 - 来園者数が500万人に到達[11]
- 1999年（平成11年）7月17日 - ファミリーパークゴルフ、BMX・MTBコース、南口駐車場他 追加供用（11.5 ha）[9]
- 2000年（平成12年）
  - 4月15日 - 南口駐車場 追加供用（3.5 ha）[9]
  - 8月 - ROCK IN JAPAN FESTIVALを初開催
- 2001年（平成13年）7月20日 - 砂丘ガーデン オープン（8.5 ha）[9]
- 2002年（平成14年） - みはらしの丘において、ネモフィラの植栽を開始[12]。
- 2004年（平成16年）
  - 10月6日 - 海浜口（風のゲート）供用（3.4 ha）[9]
  - 11月7日 - 来園者数が1000万人に到達[11]
- 2005年（平成17年）
  - 3月18日 - ひなの林 供用（6.4 ha）[9]
  - コキアの植栽を試験的に開始[13]。
- 2006年（平成18年）7月22日 - 砂丘観察広場 供用（9.2 ha）[9]
- 2008年（平成20年）4月20日 - みはらしの丘、みはらしの里一部供用（6.1 ha）[9]
- 2009年（平成21年）4月18日 - 砂と海の林、みはらしの里サイクル園路 追加供用（12.1 ha）[9]
- 2010年（平成22年）10月 - みはらしの里・多目的広場 追加供用（7.2 ha）
- 2011年（平成23年）3月11日 - 東北地方太平洋沖地震（東日本大震災）の影響で施設破損が相次ぎ、4月8日まで休園。4月9日より部分開園し、4月19日より一部を除き全面開園に戻る。
- 2012年（平成24年）5月 - みはらしの丘、サイクリングコース、散策路 追加供用（31.5 ha）
- 2013年（平成25年）5月9日 - 来園者数が2000万人に到達[11]。
- 2015年（平成27年）3月26日 - 沢田湧水地、多目的広場（西口）供用開始（7.6 ha）[14]。
- 2017年（平成29年）10月14日 - 海浜口駐車場周辺、供用開始（1.2 ha）[14]。
- 2018年（平成30年）5月4日 - 累計入園者数3000万人に到達[15]。
- 2019年（平成31年）3月29日 - 砂丘エリア、供用開始（14.5 ha）[14]。
- 2020年（令和2年）
  - 4月4日 - 新型コロナウイルス感染症（COVID-19）対策に伴い休園[16]。6月1日より再開[17]。
- 2022年（令和4年）7月23日・24日 - LuckyFM Green Festival（2023年からLuckyFesに改名）を初開催。
- 2024年（令和6年）4月21日 - 累計入園者数4000万人に到達[18][19]。

## 施設構成
公園は8つのエリアに分かれており、各エリアは3つのゾーンにまとめられている（ただし、2016年3月末現在未供用部分あり）。具体的には樹林ゾーン（樹林エリア）、中央ゾーン（みはらしエリア、西口エリア、プレジャーガーデンエリア、草原エリア）、砂丘海浜・ゾーン（南口エリア、砂丘エリア、海浜エリア）に分けられる。

### 樹林エリア
ひたちなか自然の森、沢田湧水ネイチャーハウス、観察園路等がある。
- ひたちなか自然の森
  - アカマツとクロマツを中心とした里山[7]。池ではカワセミなどを観察することができる。

### 西口エリア
- スイセンガーデン
  - 春に約100万本の様々な特徴あるスイセンが観察できる。文仁親王妃紀子にちなんで名づけられたスイセン「プリンセス・キコ」も見ることができる。
- チューリップガーデン
- たまごの森
- たまごの森フラワーガーデン
- ひなの林
- 記念の森レストハウス
- 水のステージ
  - 池の中にステージがあり、その周りに約1万人を収容できる観客席がある。
- 西池
  - カルガモやカイツブリなどの野鳥を見ることができる。早春にはクロッカスが咲く。

### みはらしエリア
- みはらしの丘
  - 終戦後に米軍の射爆撃場のメインの的があった場所で、道路造成などで出た大型トラック20万台分の残土を利用して人工的に整備され、約25年かかって造成された。丘には3つの頂上があり一番高い頂上は標高58mで、ひたちなか市の最高地点。春はネモフィラ、秋はコスモス、コキア（ホウキグサ）などが一面を覆い、園内や太平洋を一望できる。
- みはらしの里
- 里の家
  - 再現された古民家。

### 草原エリア
- 大草原
  - 約8ヘクタールの芝生の広場。
- 林間アスレチック広場
- ディスクゴルフコース
- バーベキュー広場
- 大草原フラワーガーデン
  - 春はナノハナ、夏はジニアが咲きそろう。
- 常陸野（ひたちの）のこみち
  - 主に秋の七草など秋の風情が感じられる草花を楽しめる。

### プレジャーガーデンエリア
- パターゴルフガーデン
- ファミリーパークゴルフ
- ブルーアイズ
  - 園内が一望できる観覧車。一番高いところで海抜100m。
- BMX（バイシクルモトクロス）コース
- ディスク・オー（絶叫マシン）
- 水遊び広場
- シーサイドトレイン
- SEAゴーランド（メリーゴーラウンド）
- ガーデントレイン
- シーガーディアン
- 空とぶブランコ
- ふわふわサイクリング
- シューティングライド「サラマンダー伝説」
- ドタバタVR旅行
- 林間ジェットコースター（ローラーコースター）
- スーパースイング
- バルーンレース
- カード迷路「ぐるり森大冒険」（迷路）
- 林間ドライブくん
- ゲームライド・スモッグ王国大冒険
- ゲームラリー「グッジョブ大作戦」
- ハムスタンの4D・シアター
- アイスワールド
- リスさんの空中ドライブ
- 海賊船レガッタ
- マーメイドパラダイス
- ハチさんのぶんぶんモノレール
- ファミリー・バナナ・コースター

なおこのエリアは『世にも奇妙な物語 2012年 春の特別編』の鈴木福主演における「7歳になったら」の劇中で、観覧車や、遊園地の風景でロケ地となった。
また、刑事ドラマ『古畑任三郎』第2期において､木村拓哉ゲスト回「赤か、青か」のロケ地としても使われた。

### 南口エリア
- 泉の広場
  - 噴水のある広場。
- 泉の広場フラワーガーデン
  - 春はナノハナ、夏はヒマワリが楽しめる。
- エノキの丘
  - 小高い丘。春はヒメズイやホタルブクロ、夏はハマナス、秋はメキシカンブッシュセージが見られる。

### 砂丘エリア
- グラスハウス
- グリーン工房
- 陶芸棟
- ロックガーデン
  - 岩組みの乾燥した窪地で多種類の観葉植物が観察できる。
- サンドガーデン
  - 約60種の海浜植物が観察できる。
- 海浜観察園路
  - 海浜の砂地でも育つ海浜植物が観察できる。
- 砂礫（されき）ガーデン
  - かつて、海岸集落や磯浜でよく見かけた植物を栽培している。
- サイレントギャラリー
- はだしの谷
- 香りの谷
  - 香水用ハーブなど香りに関する植物が観察できる。

### 海浜エリア
海浜散策路等からなる。「国営ひたち海浜公園整備・管理運営プログラム（平成29年3月）」の施設配置図には記載があるものの「現在開園している区域」には挙げられていない。整備方針では海浜口駐車場北側に臨時駐車場を兼ねた芝生広場の整備を進めるとしている。

## 行われる主なイベント
春
- flowering フラワリング
- ひたちなか・大洗・東海PRの日／ひたちなかフラフェスティバル（毎年5月中旬）

夏
- とびっきり!夏フェア!
- LuckyFes （毎年7月下旬）

秋
- ROCK IN JAPAN FESTIVAL（2000年から2019年までは8月上旬、2024年9月中旬に開催[20]）※2020年・2021年は新型コロナウイルス感染症対策のため中止。2022年・2023年は会場を千葉市蘇我スポーツ公園（千葉県）に変更する形で開催[21][22]。
- きて みて さわってコキアカーニバル

冬
- ぽかぽか冬フェア

## キャラクター
- 花ちゃん（はなちゃん）
  - ピンク色のウサギの女の子。1991年10月5日生まれ。にんじん4本分の体重。
- 海くん（かいくん）
  - 花ちゃんのボーイフレンド。水色のウサギの男の子。1991年10月5日生まれ。にんじん7本分の体重。

## 入場料金・時間等
- 入園料
  - 大人(高校生以上)：450円 （団体 290円）
  - 65歳以上：210円 （団体 210円）
  - 年間パスポート 大人：4500円、65歳以上：2100円

団体は大人子供合わせて20人以上。
中学生以下・障害者手帳所持者と付添1人は無料。
- 無料開園日
  - 敬老の日（65歳以上）
  - その他、都市緑化期間として、5月と10月の日曜日に設定されることがある（2021年10月は土曜日）
- 開園時間（2015年度）
  - 3月1日〜7月20日 - 9:30〜17:00
    - ゴールデンウィーク期間中は7:30開園[23]

  - 7月21日〜8月31日 - 9:30〜18:00
8月の一部期間には、緑色コキアのライトアップが行われるため、この期間に限り21:00まで営業。
（最終入庫時間・最終入園時間あり）
  - 9月1日〜10月31日 - 9:30〜17:00
  - 11月1日〜2月末日 - 9:30〜16:30
- 休園日
  - 毎週火曜日（火曜日が祝日の場合は翌水曜日）
  - 12月31日、1月1日
  - 2月の第1火曜日からその週の金曜日まで
- 毎日開園する期間（2015年度）
  - 春期 - 3月26日〜5月31日
  - 夏期 - 7月21日〜8月31日
  - 秋期 - 10月1日〜10月31日
  - 冬期 - 12月25日〜12月30日
- 駐車場
  - 駐車台数 - 西：2000台、南：2000台、海浜口：350台
  - 料金 - 大型車：1580円、普通車：520円、二輪車：260円。障害者手帳所持者同乗の普通車・二輪車は無料。

## アクセス

### 公共交通機関

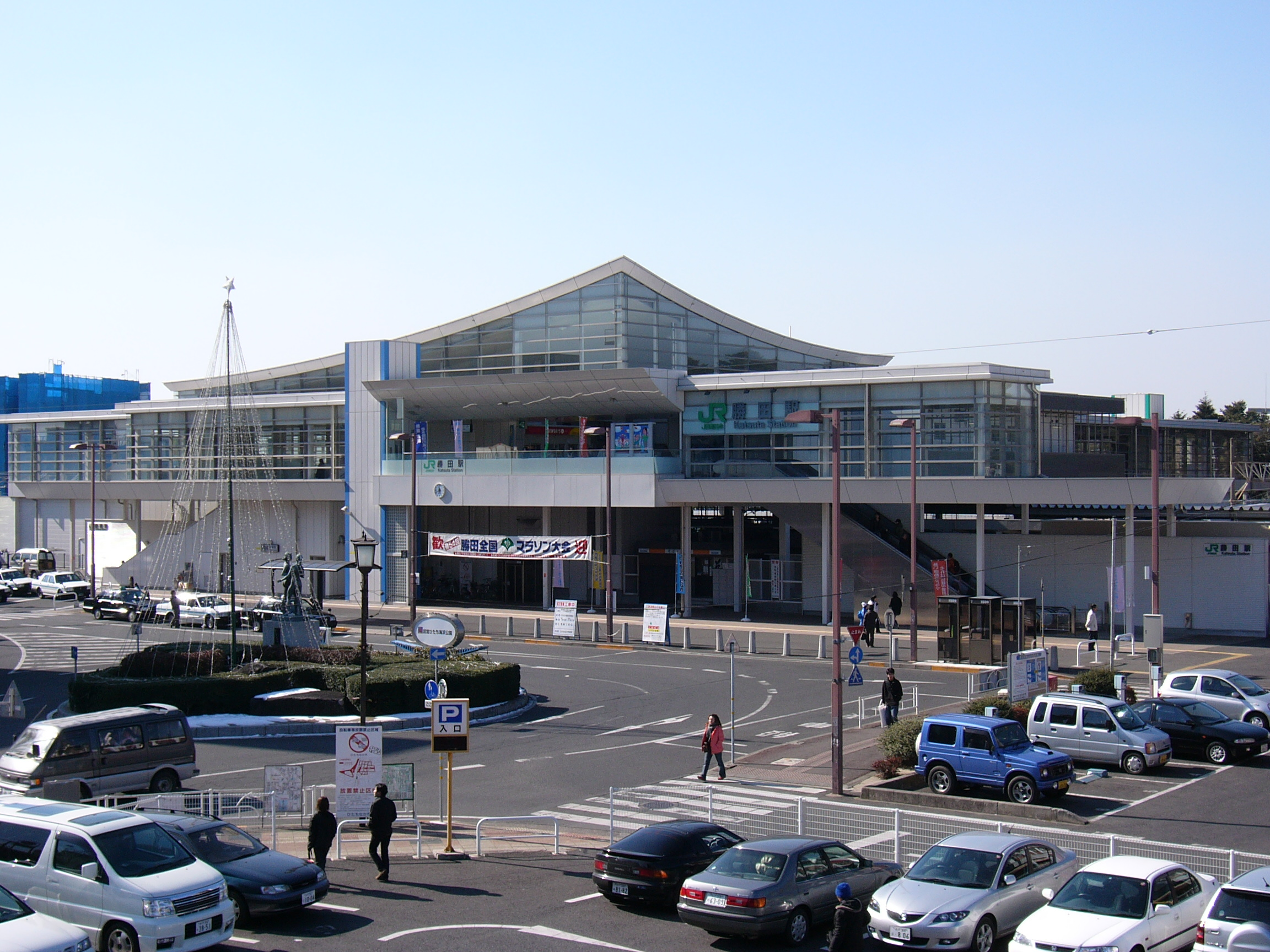
玄関口となる勝田駅

- 勝田駅東口2番のりばから茨城交通バス海浜公園方面行、約20分。「海浜公園西口」または「海浜公園南口」下車。前述のスイセン・チューリップ・ネモフィラ・コキア鑑賞時期など、観光シーズンには臨時バスが多数運行される。
- 勝田駅・那珂湊駅・阿字ヶ浦駅などからコミュニティバス「スマイルあおぞらバス」。各方面本数は少ないが、運賃は一律100円である。
- 高速バスは、東京駅八重洲南口からの勝田・東海線（茨城交通）が「海浜公園西口」または「海浜公園入口」に停車する。
- LuckyFesの際は勝田駅から臨時バスが運行される[24]。
- この他、上記の鑑賞時期など多客期には阿字ヶ浦駅から臨時バスが運行される場合がある。
- ひたちなか海浜鉄道湊線を阿字ヶ浦駅から公園西口付近へ延伸する計画が進められている[25][26]。

### 車
常陸那珂有料道路ひたち海浜公園IC出てすぐ。繁忙期には一つ先の常陸那珂港ICからの迂回を推奨される場合あり。